# Космополитизм (биология)
Космополити́зм (от др.-греч. κοσμοπολίτης — «космополит, гражданин мира» ← κόσμος — «мир» + πολίτης — «гражданин») — широкое распространение представителей вида или более крупного таксона, область обитания которых охватывает огромные территории Земли. Космополитизм противопоставляется эндемизму. Виды или группы более высокого ранга с космополитичным распространением называются космополитами.

## Космополитные таксоны
|                                           |
|                                           |
| Косатка (Orcinus orca) и её ареал (синим) |

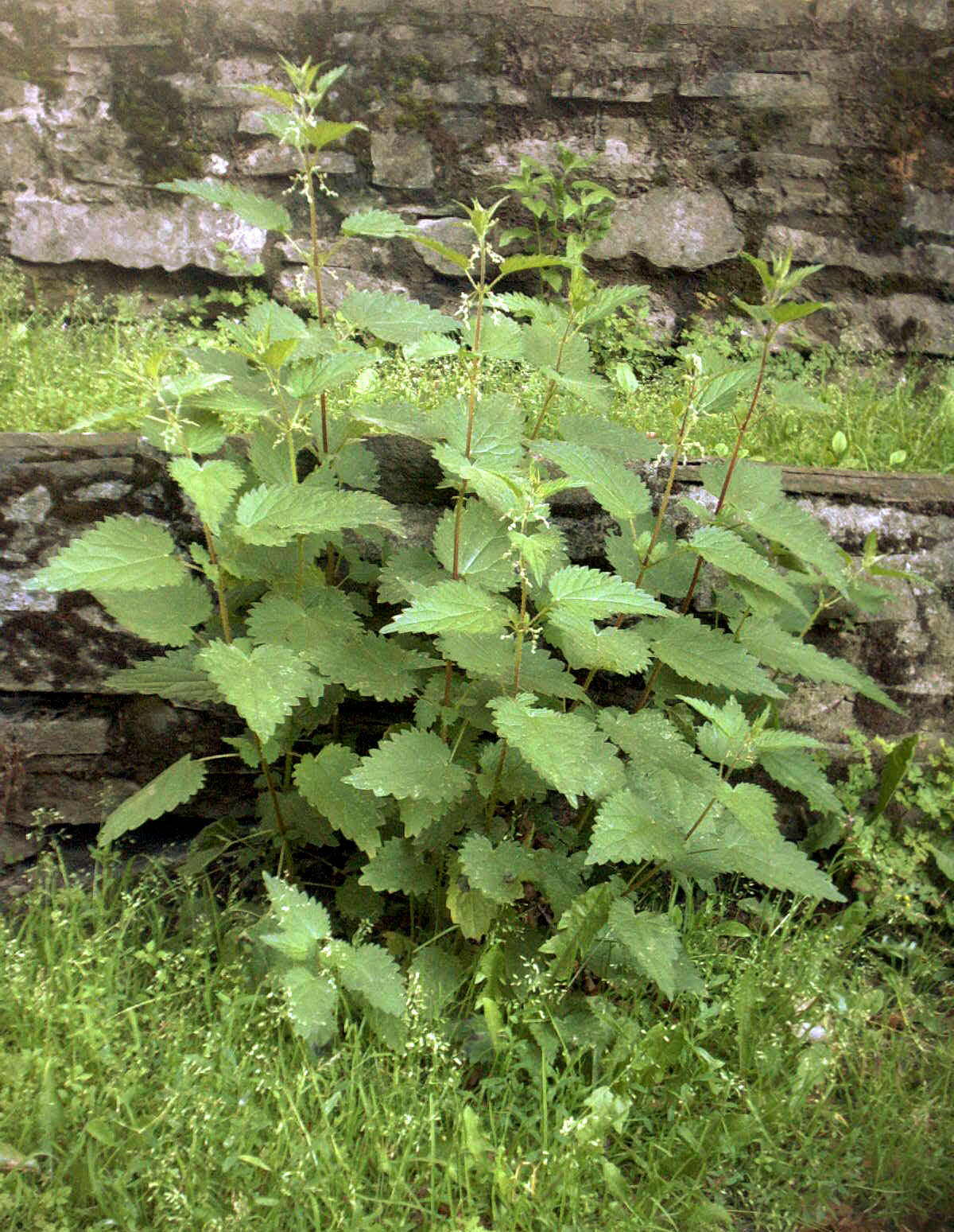
Крапива двудомная (Urtica dioica) — вид-космополит

Видов-космополитов относительно немного, в основном это обитатели биотопов, сходных в различных природных зонах, например болот, эфемерных водоёмов, океанической пелагиали. В частности, космополитично морское хищное млекопитающее — косатка (Orcinus orca). К космополитичным видам относятся двустворчатый моллюск мидия съедобная (Mytilus edulis), ромбовый скат, морская лисица (Raja clavata), перелётная птица береговая ласточка (Riparia riparia), хищные птицы: скопа (Pandion haliaetus) и болотная сова (Asio flammeus). Типичными космополитами являются простейшие.
Некоторые космополиты-растения, например Крапива двудомная (Urtica dioica) и Сурепка обыкновенная (Barbarea vulgaris), расселились благодаря человеку, другие изначально имели всесветное распространение, например Плаун булавовидный (Lycopodium clavatum) и некоторые виды злаков.
Космополитом является и человек разумный, который не живёт постоянно только в Антарктиде. Соответственно, существенная часть космополитов — это синантропные виды, широко расселившиеся благодаря людям и переживающие неблагоприятные условия среды в жилищах или хозяйственных постройках человека. Примером таких синантропных космополитов могут служить многие насекомые, например ряд представителей дрозофил (Drosophila melanogaster, Drosophila mercatorum) комнатная муха (Musca domestica), или рыжий таракан (Blattella germanica), из млекопитающих — серая крыса (Rattus norvegicus).
Что касается групп более высокого ранга, чем вид, то космополитизм характерен для семейств растений Астровые (Asteraceae) и Злаки (Poaceae), среди животных космополитичны семейства:
- млекопитающих:  зайцевые (Leporidae), мышиные (Muridae), псовые (Canidae)
- семейство птиц: соколиные (Falconidae).